# Stora Butjärnen (Äppelbo socken, Dalarna)
Stora Butjärnen är en sjö i Vansbro kommun i Dalarna och ingår i Göta älvs huvudavrinningsområde.